# Takumi Motohashi
Takumi Motohashi (japanisch 本橋 卓巳 Motohashi Takumi; * 3. August 1982 in der Präfektur Tokio) ist ein ehemaliger japanischer Fußballspieler.

## Karriere
Motohashi erlernte das Fußballspielen in der Schulmannschaft der Funabashi High School. Seinen ersten Vertrag unterschrieb er 2001 bei den Yokohama F. Marinos. Der Verein spielte in der höchsten Liga des Landes, der J1 League. 2002 wurde er an den Zweitligisten Shonan Bellmare ausgeliehen. Für den Verein absolvierte er 15 Ligaspiele. 2003 kehrte er zu Yokohama F. Marinos zurück. Mit dem Verein wurde er 2003 japanischer Meister. 2004 wechselte er zum Zweitligisten Sagan Tosu. Für den Verein absolvierte er 40 Ligaspiele. 2005 wechselte er zum Ligakonkurrenten Montedio Yamagata. 2008 wurde er mit dem Verein Vizemeister der J2 League. Für den Verein absolvierte er 83 Ligaspiele. 2009 wechselte er zum Ligakonkurrenten Tochigi SC. Für den Verein absolvierte er 80 Ligaspiele. Ende 2013 beendete er seine Karriere als Fußballspieler.

## Erfolge
Yokohama F. Marinos
- J1 League

Meister: 2003
- J.League Cup

Sieger: 2001